# Brac alemany de pèl dur
El Brac alemany de pèl dur o Drahthaar és una raça de gos originària d'Alemanya. En aquest gos de caça de pèl llarg es reuneix la sang dels gossos, caçadors d'aus, gossos d'aigua i caçadors amb falcons, i per això té la tendència a una gran versatilitat.
A partir de l'any 1879 es duu a terme la criança pura establint-se les característiques essencials de la raça. El 1897 el Baró de Schorlemer estableix el primer estàndard del gos de mostra alemany de pèl llarg i amb això posa la base per a l'actual criança pura, convertint-se en una de les principals races per a la caça a Alemanya durant l'última part del segle xx.

## Funció zootècnica de la raça
Gos d'utilitat variable en la cacera.

## Temperament/Comportament
És equilibrat, tranquil, amb un temperament regular, bondadós, fàcil de guiar.

## Aparença general
És un gos de grandària mitjana, no gaire pesat, amb una mitjana de 25 a 30 kg. Té la pell molt polida, sense plecs i ben coberta pel pèl, que és dur o "de filferro" aixafat i dens, per protegir-lo de la intempèrie i de les possibles ferides. El color de la capa és fosc, amb varietats castany, marró amb blanc, negre amb blanc, amb ratlles de colors o sense.

## Proporcions
La longitud del cos i l'altura a la creu han de ser el més properes possibles, amb pocs centímetres de diferència.
L'altura a la creu en els mascles és de 60 a 67 cm, i en les femelles de 56 a 62 cm.

## Cap
S'ha de posar una èmfasi especial en el bell cap cobert de pèl llarg. És allargat i d'aspecte noble.

## Regió cranial
Crani lleugerament arrodonit. Depressió naso–frontal (stop); ascendeix lleugerament, sense interrompre's en forma abrupta.

## Regió facial
- Tòfona: De color marró, es permet una despigmentació lleu.
- Canya nasal: Lleugerament arquejada, no gaire estreta.
- Llavis: No es sobreposen massa.
- Mandíbules / Dents: Mandíbula no refinada, Dents ben desenvolupades. Mossegada completa (42 dents) en forma de tisora, és a dir que els incisius superiors cobreixen estretament els inferiors.
- Galtes: Els pòmuls no sobresurten molt.
- Ulls: de color marró, foscos al màxim possible, parpelles estretament adherides al globus ocular, sense membrana nictitant vermella visible. Ni enfonsats ni saltons.
- Orelles: Implantades bastant altes, separades i no retorçades, de grandària mitjana.
- Coll: Fort i noble, sense papada; s'estén eixamplant-se cap al pit formant una línia bella; de longitud mitjana.
- Cos: L'esquena és recta, ferma, no gaire llarga. El llom és musculós. Els malucs són amples.
- Grupa: Llarga i ampla, descendeix moderadament, molt musculosa.
- Pit: Amb pit ben desenvolupat, la caixa toràcica és àmplia i profunda, aconsegueix arribar almenys fins al colze, amb costelles ben arquejades.
- Cua: No la porta massa escarpada, Ha de portar-la en posició horitzontal amb l'últim terç lleugerament alçat cap amunt, i no és massa gruixuda. Per a la caça és escurçada el necessari.

## Salut
Algunes branques són propenses a desenvolupar displàsia de maluc canina, infeccions d'oïda, malalties oculars genètiques i càncer de pell.